# میخائیل سیامیونوف
میخائیل سیامیونوف (بلاروسی: Міхаіл Сямёнаў؛ زادهٔ ۳۰ ژوئیهٔ ۱۹۸۴) کشتی‌گیر اهل بلاروس است.